# Раменье (Покровское сельское поселение)
Раменье – деревня на территории Николо-Кормской сельской администрации Покровского сельского поселения Рыбинского района Ярославской области .
Деревня расположена на удалении около 2,5 км от автомобильной дороги Р104 на участке Углич-Рыбинск, на юг от стоящей на дороге деревни Сидорово.  Деревня, вместе в расположенной менее чем в 1 км на северо-запад деревней Сухино, расположены в южной части урочища Щапово. Проселочная дорога на север от деревнь через 2 км выходит к деревне Суворово и еще примерно через 1 км к Сидорово . Кратчайший путь до автомобильной дороги проходит по насыпи ликвидированной узкоколейной железной дороги, которая соединяла посёлки Тихменево и  расположенный примерно в 2 км к югу от Сухино Великий Мох ,.
Деревня Раменье указана на плане Генерального межевания Рыбинского уезда 1792 года.
На 1 января 2007 года в деревне постоянного населения не было.. По почтовым данным в деревне 2 дома .
Транспортная связь по дороге Р-104, автобус  связывает деревню с Рыбинском, Мышкиным и Угличем. Администрация сельского поселения и центр врача общей практики находится в посёлке Искра Октября, почтовое отделение в селе Покров (оба по дороге в сторону Рыбинска).